# Pierre Peyron

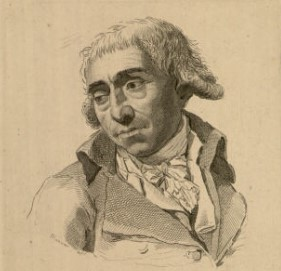
Porträt von Pierre Peyron aus dem 18. Jahrhundert, entweder von Peyrons Schüler Nicolas-André Monsiau oder einem anderen, unbekannten Künstler

Jean François Pierre Peyron (* 5. Dezember 1744 in Aix-en-Provence; † 13. Januar 1814 in Paris) war ein französischer Maler des Neoklassizismus. Trotz anfänglicher Anerkennung geriet sein Werk lange Zeit in den Schatten seines berühmteren Zeitgenossen Jacques-Louis David. Pierre Peyron wurde zeitlebens mit diesem verglichen und sein Werk wurde von dessen abgegrenzt.

## Leben

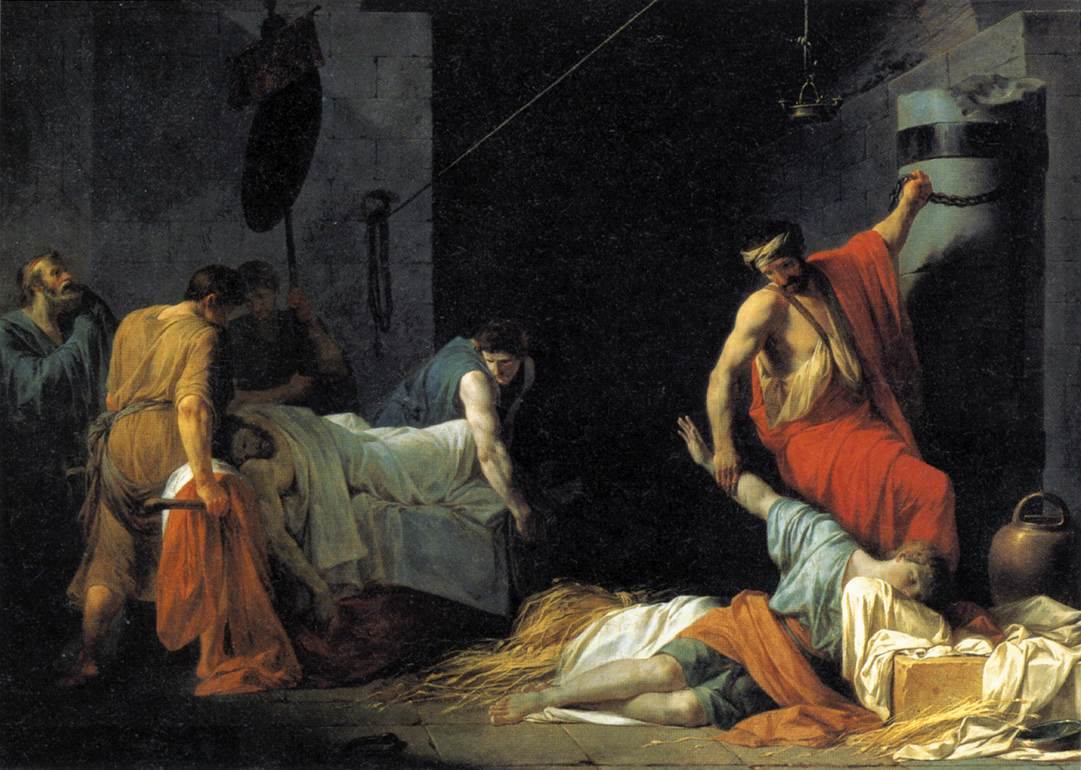
Jean-François-Pierre Peyron: Les Funérailles de Miltiade (1782) Louvre

Pierre Peyron erhielt 1773 den renommierten Prix de Rome, den er gegen Jacques-Louis David gewann. Durch diese Auszeichnung konnte er an der Académie de France in Rom studieren und avancierte anschließend zu einem der frühen Vertreter des Neoklassizismus in Frankreich. In der Frühphase dieser Kunstrichtung galt er zeitweise als einer ihrer führenden Meister. In stilistischer Hinsicht unterscheidet sich Peyron von David durch seine größere Vorliebe für Chiaroscuro-Effekte, eine dichte Farbgebung, eine detaillierte Ausführung und eine glatte Maltechnik. Während David sich durch heroische Kompositionen und eine strenge formale Einfachheit hervortat, zeichnen sich Peyrons Werke durch eine fast holländische Feinmalerei und eine lyrische Intensität der Farben aus. Diese Eigenheiten wurden zu seiner Zeit teilweise als schwächer bewertet; heute gelten sie jedoch als charakteristisch für seine individuelle künstlerische Handschrift. Pierre Peyron war von der Französischen Revolution negativ betroffen. Er verlor seine Förderer sowie seine Stellung als Inspektor der Gobelin-Manufaktur. Zwar erhielt er einzelne offizielle Aufträge, er blieb jedoch fortan weitgehend außerhalb des öffentlichen Kunstbetriebs. Der politische Umbruch trug dazu bei, die künstlerische Hierarchie zugunsten der „Davidiens“ neu zu ordnen.

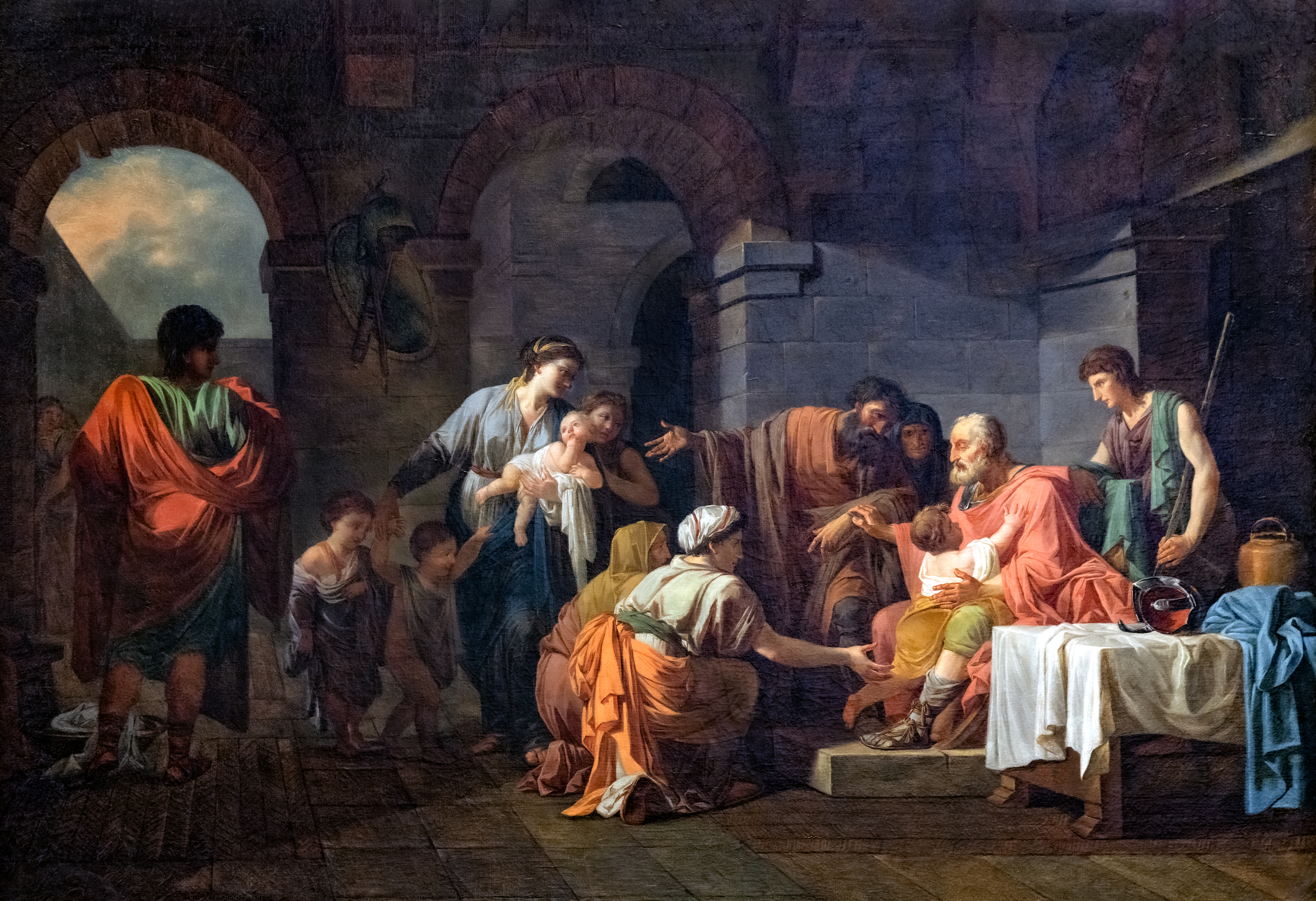
Jean-François-Pierre Peyron: Bélisaire (1779). Musée Ingres-Bourdelle

## Werk

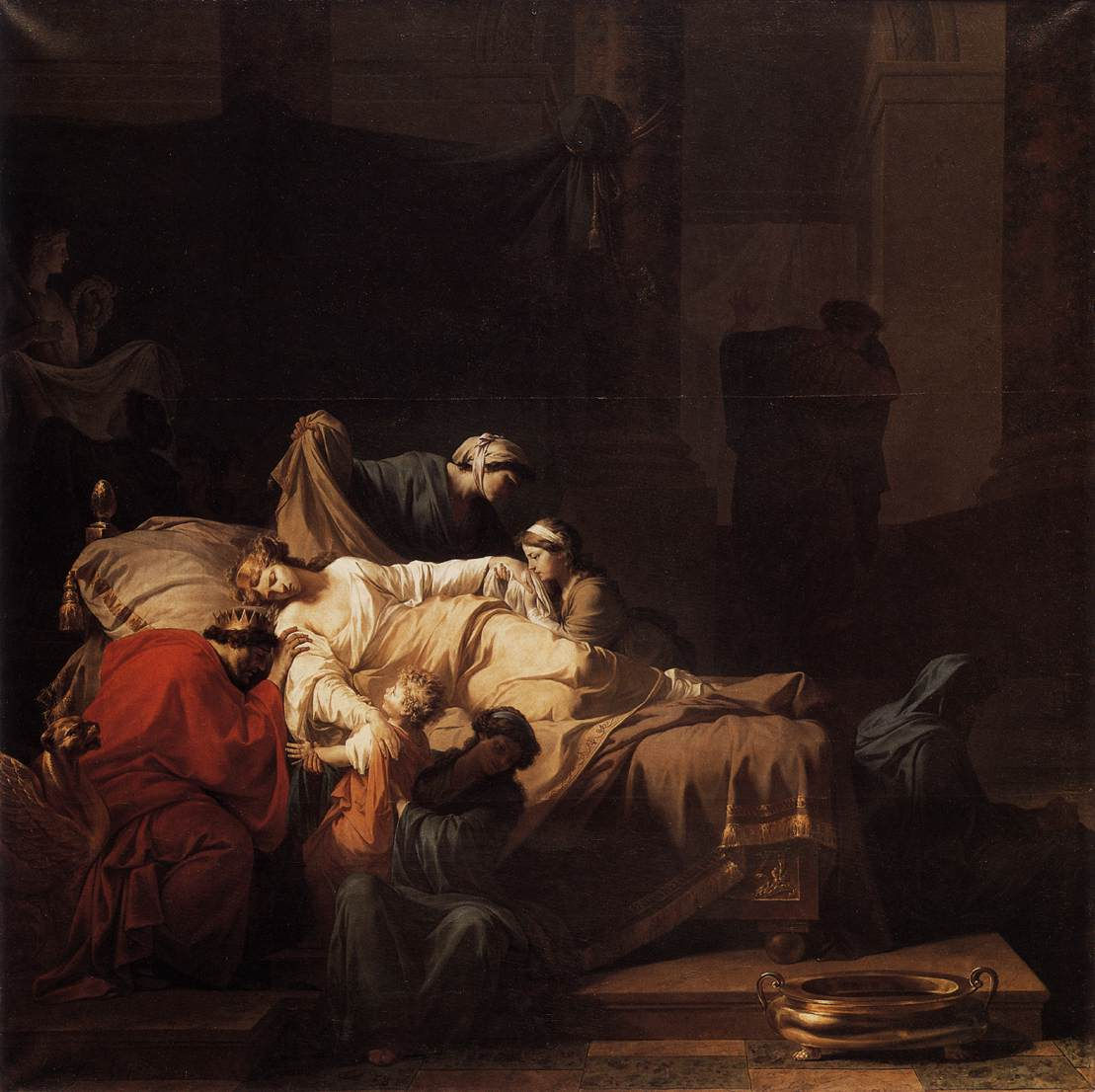
Jean-François-Pierre Peyron: Alceste mourante (1785). Louvre

Zu den wichtigsten Werken Peyrons zählen Les Funérailles de Miltiade (1782, Louvre; weitere Version in Guéret, Zeichnungen in Alençon) und La Mort d’Alceste (1785, Louvre), das als sein Hauptwerk gilt. Beide Gemälde zeigen klassische Themen, die mit einer dramatischen Lichtregie, einer komplexen Komposition und einer farbigen Ausdruckskraft verbunden sind. Weitere bekannte Werke Peyrons sind Bélisaire recevant l’hospitalité d’un paysan (1785, Toulon; weitere Fassung in Montauban) und Agar et Ismaël (Musée des Beaux-Arts de Nancy), in dem stilistische Einflüsse von Pier Francesco Mola erkennbar sind. Pierre Peyrons Werk spiegelt eine Strömung des Neoklassizismus wider, die statt archäologische Strenge zu betonen, durch meisterliche Ausführung und realistische Poesie an holländische und italienische Vorbilder des 17. Jahrhunderts anknüpft.